# Peter Kocyla
Peter Kocyla (* 29. Januar 1978 in Breslau) ist ein deutscher Autor.

## Leben
Peter Kocyla wurde 1978 in Breslau geboren. Er studierte Drehbuch und Regie an der Filmhochschule in München. Als Stammautor schreibt er seit 2016 regelmäßig für die Prime-Time-ZDF-Serie Die Chefin, und seit 2021 auch für die ZDF-Reihe München Mord. Gemeinsam mit Rafael Parente kreierte er die apokalyptische Drama-Serie Acht Tage, die auf Sky Deutschland ausgestrahlt und weltweit verkauft wurde. Peter Kocyla fungierte gemeinsam mit Rafael Parente und Niklas Hoffmann als Creator und Headwriter für die  Drama-Serie Luden, die seit dem 3. März 2023 auf Amazon Prime Video ausgestrahlt wird. Seit dem 27. Juli 2023 ist sein Sci-Fi-Thriller Paradise auf Netflix zu sehen, für den er zusammen mit den Co-Autoren Simon Amberger und Boris Kunz das Drehbuch verfasste. Paradise stand über mehrere Wochen weltweit an der Spitze der Netflix-Charts und wurde über 44 Millionen Mal aufgerufen.

## Filmographie (Auswahl)
- 2015: Die Geheimnisse des Apollo-Programms
- 2016: Die Macht der Elektronengehirne*
- 2016: Die Chefin – Der Verräter[6]
- 2017: Die Chefin – Schwarze Schafe
- 2018: Die Chefin – Der Neue
- 2018: Die Chefin – Atem des Teufels
- 2019: Acht Tage (Creator und Drehbücher)[7][8]
- 2020: Die Chefin – Nachtgestalten[9]
- 2020: Die Chefin – Schuld[10]
- 2020: Die Chefin – Verzockt[11]
- 2021: Die Chefin – Heilung[12]
- 2021: München Mord: Der Letzte seiner Art[13]
- 2021: Die Chefin – Deadline[14]
- 2021: Die Chefin – Spender 5634[15]
- 2023: Luden – Könige der Reeperbahn (Creator und Head-Autor)[2][16]
- 2023: Paradise[17]
- 2024: München Mord: A saisonale G’schicht (Fernsehreihe)
- 2024: Die Chefin – Dunkelfeld (Teil 2)[18]